# Гоенберг-Круземарк
Гоенберг-Круземарк (нім. Hohenberg-Krusemark) — громада в Німеччині, розташована в землі Саксонія-Ангальт. Входить до складу району Штендаль. Складова частина об'єднання громад Арнебург-Гольдбек.
Площа — 63,39 км2. Населення становить 1194 ос. (станом на 31 грудня 2021).